# Hans Leistikow
Hans Leistikow ps. Hans Hal (ur. 4 maja 1892 w Elblągu, zm. 22 marca 1962 we Frankfurcie nad Menem) – niemiecki grafik, malarz, scenograf, plakacista i projektant wnętrz.
Był bratankiem innego znanego niemieckiego grafika Waltera Leistikowa. W latach 1907–14 studiował w Państwowej Akademii Sztuki i Rzemiosła Artystycznego we Wrocławiu pod kierunkiem Hansa Poelziga. Po studiach mieszkał i pracował we wsi Tąpadła koło Sobótki z przerwą w latach 1917-18, kiedy służył jako lotnik na froncie zachodnim w I wojnie światowej. W czasie gdy mieszkał w Tąpadłach tworzył barwne drzeworyty uwieczniające krajobraz Masywu Ślęży. Współpracował w tym czasie z najbardziej znanymi wrocławskimi architektami opracowując plany wystroju wnętrz projektowanych przez nich budynków – Ernstem Mayem, Maksem Bergiem i Adolfem Radingiem. Dla Berga opracował witraże i freski w kaplicy na Cmentarzu Osobowickim w roku 1920 oraz wnętrza Hali Targów w 1924, a dla Radinga wystrój wnętrza w aptece „Pod Murzynem” w 1925.
W roku 1925 wraz z Mayem opuścił Wrocław i przeniósł się do Frankfurtu nad Menem, gdzie objął stanowisko kierownika biura graficznego w miejscowym magistracie. Pracował także jako nauczyciel na wieczorowych kursach grafiki użytkowej. Od roku 1927 należał do awangardowej grupy Ring »neue werbegestalter« zrzeszającej grafików tworzących reklamy. W latach 1930–37 przebywał w Związku Radzieckim współpracując w dalszym ciągu z Mayem przy jego projektach. Był także scenografem w Teatrze Meyerholda. Po powrocie do Niemiec zamieszkał w Berlinie. Od roku 1948 był profesorem w Akademii Rzemiosł w Kassel prowadząc klasę grafiki artystycznej użytkowej. Od przejścia na emeryturę w roku 1958 ponownie mieszkał we Frankfurcie.
W swojej twórczości Leistikow początkowo interesował się pejzażem i studium zwierząt. Na początku lat dwudziestych zwrócił się ku geometrycznej abstrakcji tworząc barwne kompozycje z motywami figuralnymi, literniczymi i astralnymi. Duża część jego dorobku to grafika użytkowa: plakaty, okładki książek, reklamy, kolaże i fotomontaże.

## Literatura
- Encyklopedia Wrocławia. Wrocław: Wydawnictwo Dolnośląskie, 2006. Brak numerów stron w książce
- Rafał Eysymontt, Jerzy Ilkosz, Agnieszka Tomaszewicz, Jadwiga Urbanik (red.): Leksykon architektury Wrocławia. Wrocław: Via Nova, 2011. Brak numerów stron w książce
- Mariusz Hermannsdorfer (red.): Sztuka XX wieku. Prace artystów zagranicznych. Katalog zbiorów. Wrocław: Muzeum Narodowe we Wrocławiu, 2002. Brak numerów stron w książce